# Тык
Тык — река на острове Сахалин.
Впадает в залив Тык Татарского пролива. Протекает по территории Александровск-Сахалинского района. Длина реки — 81 км, площадь её водосборного бассейна насчитывает 473 км².

## Данные водного реестра
По данным государственного водного реестра России относится к Амурскому бассейновому округу.
Код объекта в государственном водном реестре — 20050000212118300009121.